# Sport à Lille
Les clubs de sport à Lille voient le jour à la fin du XIXe siècle avec notamment la fondation du club omnisports de l'Iris Club lillois en 1898. Par la suite, d'autres clubs omnisports seront créés comme le Stade Universitaire Lillois en 1913 et l'ASPTT Lille Métropole en 1922 mais aussi des clubs spécialisés comme le Sporting Club fivois, club de football fondé en 1901, le Lille Métropole Hockey Club créé en 1924. De nos jours, la ville de Lille connaît en raison de manque de place et de transfert de compétences vers la communauté urbaine un départ des équipes vers les communes limitrophes. Par exemple, le LOSC Lille et le Lille Métropole rugby club possèdent leur infrastructures non pas dans Lille intra-muros mais dans la métropole lilloise.

## Histoire
Les premiers clubs de la métropole de Lille apparaissent sous le statut amateur à la fin du XXe siècle. Le Racing Club de Roubaix, qui est fondé le 2 avril 1895, devient le club de référence dans la région en ce qui concerne le football. Au cours de la première décennie du XXe siècle, le RC Roubaix est sacré cinq fois champion du France USFSA.
En 2016, le club Lille Métropole rugby, évoluant en Fédérale 1, est dissout. 

## Clubs sportifs

### Clubs professionnels
- LOSC Lille, 3 fois champion de France, plusieurs fois vainqueur de la Coupe de France, présent en Ligue 1 sans interruption depuis 2000. Issu de la fusion de l'Olympique lillois (premier champion de France professionnel en 1933) et du Spoting Club fivois.

- Lille Métropole Basket Club,  est un club français de basket-ball dont la section masculine évolue en Pro B depuis 2009 (2e échelon du championnat français).
- Tourcoing-Lille Métropole volley est un club de volley-ball fondé en 1965 et en basé à Tourcoing (Nord) dans la banlieue nord de Lille. Le club, issu de la section volley-ball de la Saint-Michel de Tourcoing, évolue actuellement en Ligue A du championnat de France de volley-ball masculin, le plus haut niveau national.

### Clubs amateurs
- Lille Métropole Hockey Club, évoluant dans l'élite gazon et salle.

- Lille Métropole Athlétisme, qui organise son propre meeting chaque année au Stadium Lille Métropole.

- Lille Métropole Handball Club Villeneuve d'Ascq, évoluant en National 1 masculin.

- Lille Métropole RC villeneuvois, membre du Top 8 féminin.

## Équipements sportifs
• le stade Pierre Mauroy, situé à Villeneuve d'Ascq, est un équipement multifonctionnel qui accueille de nombreux événements culturels et sportifs de haut niveau. Inauguré en août 2012, il dispose d'une capacité de 50 000 places.
• le stadium Lille Métropole, Situé à Villeneuve d’Ascq, Le Stadium est le site de référence pour la pratique de l’athlétisme sur la métropole lilloise, et du rugby au nord de Paris. Il accueille régulièrement de grands événements d’envergure : athlétisme, rencontres de rugby et de football, etc. Ainsi, il joue un rôle de trait d’union entre le sport de haut niveau et le sport pour tous sur la métropole.
• la patinoire Serge-Charles, à Wasquehal, est l’unique lieu de patinage de la métropole lilloise. Ancienne patinoire d’entraînement des Jeux Olympiques d’Albertville en 1992, elle bénéficie en 2013 d’une nouvelle phase de modernisation.
• Piscine des Weppes,  à Herlies, ouverte en juillet 2012, est le symbole de l’engagement de la Métropole dans son Plan Piscines. Construction innovante par son architecture, ses bassins inox et son traitement de l’eau à l’ozone, cette piscine et ses 545 m² de plans d’eau favorisent un accès des scolaires et du grand public à l’apprentissage et à la pratique de la natation.